# Juifs igbos

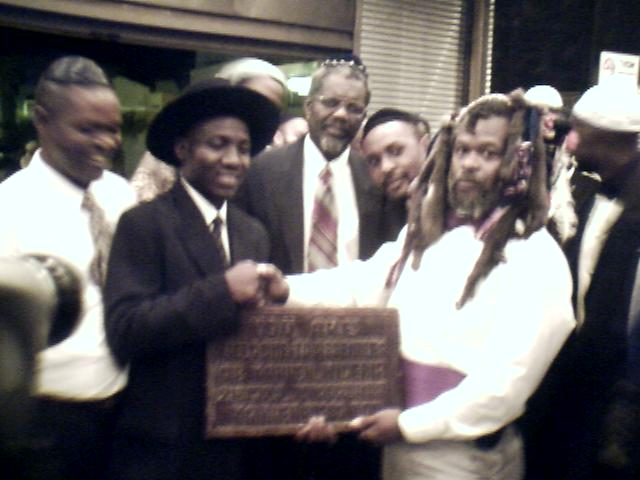
Le Rabbi Howshua Amariel et le Rabbi Hi Ben Daniel, le leader de la Communauté des Juifs Igbos.

Les Juifs igbos (ou Juifs ibos ou Ibos bnei Israël) sont des membres de l'ethnie Igbos du Nigeria qui pratiquent la religion juive et disent provenir de l'émigration hébraïque, et ultérieurement juive d'Afrique du Nord et d'Égypte, en Afrique de l'Ouest. Des légendes orales parmi les Ibos racontent que cette migration s'est déroulée il y a environ 1 500 ans. Ceci indépendamment des Ibos qui se considèrent comme Juifs messianiques et qui ne sont pas considérés par la plupart des Juifs comme de véritables Juifs.
Il y a actuellement[Quand ?] 26 synagogues dans le pays, et la communauté juive est estimée à environ 40 000 personnes, sur un total de 219 millions de Nigérians. Parmi les plus importantes communautés, celle d'Abuja avec la synagogue Gihon et celle de Port Harcourt dans le sud du Nigeria. Les Ibos bnei Israël sont du point de vue religieux actuellement[Quand ?] dirigés par le rabbin conservateur Howard Gorin, diplômé en 1976 du Jewish Theological Seminary of America.
Les Juifs igbos ne sont pas les seuls Nigérians se réclamant de l'héritage juif. D'autres tribus pratiquent le judaïsme, dont certaines appartenant à l'ethnie Yoruba.

## Histoire
Certaines sources mentionnent la présence juive au Nigeria dès 638 av. J.-C. On suppose que des Juifs se sont enfuis en Afrique après la destruction du Premier et du Second Temple de Jérusalem, et qu'ils ont établi des communautés tout autour du continent africain. Cette population est allée vers le sud en Afrique subsaharienne et vers l'ouest en Afrique du Nord, suivant probablement les conquêtes arabes.
Les Juifs igbos prétendent descendre des trois tribus d'Israël : Gad, Zabulon et Manassé et que certaines des familles de la communauté sont descendants des Cohanim et des Lévites, les prêtres juifs et leurs assistants du temps du Temple de Jérusalem.

## Reconnaissance
La reconnaissance de Juifs nigérians par la majorité de la communauté juive mondiale a été officialisée en 1995-1997, quand le premier ministre israélien Yitzhak Rabin a envoyé une équipe au Nigeria à la recherche des « Tribus perdues d'Israël ». Des rabbins et des éducateurs de l'ouest, tel que le rabbin Gorin ont visité à cette époque la communauté, et de nombreuses communautés juives de l'ouest ont aidé celles du Nigeria en envoyant des livres, des ordinateurs et des articles religieux. Cependant, l'État d'Israël n'a toujours pas, à ce jour, reconnu les Ibos comme une des Tribus perdues.

## Pratiques religieuses
Les pratiques religieuses des Juifs igbos comprennent la circoncision de tout enfant mâle huit jours après sa naissance, l'observation des lois de la cacheroute, la séparation des hommes et des femmes pendant les règles, le port du talit et de la kippa, et la célébration des fêtes comme Yom Kippour et Roch Hachanah. Depuis peu[Quand ?], les communautés ont aussi adopté les fêtes de Hanoucca et de Pourim, qui n'ont été instaurées qu'après la dispersion de nombreuses tribus d'Israël.
Les Juifs igbos parlent communément l'ibo, mais utilisent l'hébreu comme langue liturgique.